# Кітікмеот
Кітікмеот (інуктикут ᕿᑎᕐᒥᐅᑦ, англ. Kitikmeot) — один з трьох регіонів канадської території Нунавут. Площа регіону — 446 727,70 км²; населення — 5361 осіб (2006). Столиця регіону — селище Кеймбридж-Бей з населенням 1 608 осіб (на 2011 рік).
Регіон знаходиться на заході території Нунавут, до його складу входять східна й південна частини острова  Вікторія, південна частина півострова Бутія, острів Короля Вільяма та південна частина острова Принца Уельського.
Регіон Кітікмеот було утворено 1999 року під час адміністративної реформи у Канаді. В цей час на території Північно-Західних територій було утворено кілька нових територій, у тому числі й територію Нунавут. Регіон Кітікмеот було утворено при цьому переважно у межах колишнього регіону Кітікмеот, хоча його кордони значно змінилися.

## Населені пункти
На території регіону знаходяться лише п'ять постійних населених пунктів.
Села
- Кеймбридж-Бей
- Йоа-Гейвен
- Кугаарук
- Куглуктук
- Талойоак

## Парки і заповідні зони
На величезних просторах Кітікмеоту влаштовано низку парків і заповідних зон:
- Овайокський територіальний парк (англ. Ovayok Territorial Park)
- Територіальний парк Північно-Західний прохід (англ. North West Passage Territorial Park) — парк складається з шести частин, що відносяться до історії освоєння Північно-Західного проходу.
- Територіальний парк Водоспад Бладі (англ. Bloody Falls Territorial Park)
- Пташиний заповідник затоки Квін-Мод (англ. Queen Maud Gulf Bird Sanctuary).

## Інші регіони Нунавута
- Ківаллік
- Кікіктаалук
- Умінгмакток